# Melissodes bimatris
Melissodes bimatris là một loài Hymenoptera trong họ Apidae. Loài này được LaBerge mô tả khoa học năm 1961.